# Nati nel 1920/Aprile
| Questa pagina contiene informazioni ricavate automaticamente dalle voci biografiche con l'ausilio del template Bio e di un bot. L'aggiornamento è periodico e automatico e ricostruisce completamente la pagina. Se manca una persona in questa lista, sei pregato di non aggiungerla, ma accertati piuttosto che la sua voce biografica contenga il template Bio e che i dati anagrafici siano correttamente compilati. Se il template Bio manca, inseriscilo tu stesso o, in alternativa, metti l'avviso {{tmp\|Bio}} che ne segnala la mancanza. Se i dati riportati sono sbagliati, correggi direttamente la voce biografica; le modifiche saranno visibili in questa lista entro pochi giorni. Per chiarimenti vedi il progetto biografie. La lista contiene solo le 198 persone che sono citate nell'enciclopedia e per le quali è stato implementato correttamente il template Bio. Pagina aggiornata al 10 lug 2025. |

- 1º aprile - Cesare Di Bert, aviatore italiano († 2017)
- 1º aprile - Toshirō Mifune, attore, produttore cinematografico e regista giapponese († 1997)
- 1º aprile - Salomon Resnik, psichiatra e psicoanalista argentino († 2017)
- 2 aprile - Giuseppe Marmiroli, calciatore italiano († 2015)
- 2 aprile - Jack Webb, attore, regista e sceneggiatore statunitense († 1982)
- 3 aprile - Alberto Achá, calciatore boliviano († 1965)
- 3 aprile - Giovanni Arenella, politico, partigiano e sindacalista italiano († 1965)
- 3 aprile - Sergio Bani, calciatore italiano († 1983)
- 3 aprile - John Demjanjuk, militare e criminale di guerra ucraino († 2012)
- 3 aprile - Arnaldo Ferrara, generale e funzionario italiano († 2016)
- 3 aprile - Thomas G. Rosenmeyer, filologo classico e grecista tedesco († 2007)
- 3 aprile - Nida Senff, nuotatrice olandese († 1995)
- 3 aprile - Ehsan Yarshater, storico e iranista iraniano († 2018)
- 4 aprile - William Colby, agente segreto statunitense († 1996)
- 4 aprile - Aldo Ghira, pallanuotista, nuotatore e imprenditore italiano († 1991)
- 4 aprile - Bruno Romano, politico italiano († 1975)
- 5 aprile - Barend Biesheuvel, politico olandese († 2001)
- 5 aprile - Giovanni Bonalumi, scrittore e saggista svizzero († 2002)
- 5 aprile - Chatichai Choonhavan, politico e generale thailandese († 1998)
- 5 aprile - Antonio Comelli, politico italiano († 1998)
- 5 aprile - John Willem Nicolaysen Gran, vescovo cattolico norvegese († 2008)
- 5 aprile - Arthur Hailey, scrittore britannico († 2004)
- 5 aprile - Lino Ravecca, sindacalista italiano († 1999)
- 5 aprile - Gianna Rusconi, cestista italiana
- 5 aprile - Feodora Schenk, nobile e altista tedesca († 2006)
- 5 aprile - Alfonso Thiele, pilota automobilistico statunitense († 1986)
- 6 aprile - Mario Cavedon, astronomo e divulgatore scientifico italiano († 2009)
- 6 aprile - Edmond Fischer, chimico e biologo svizzero († 2021)
- 6 aprile - Jack Cover, fisico e inventore statunitense († 2009)
- 6 aprile - Delfino Insolera, divulgatore scientifico italiano († 1987)
- 6 aprile - Joseíto Mateo, cantante e compositore dominicano († 2018)
- 6 aprile - Jacques Noël, schermidore francese († 2004)
- 6 aprile - Piero Suppi, calciatore italiano († 1998)
- 7 aprile - Angelo Cucchi, operaio, sindacalista e politico italiano († 1990)
- 7 aprile - Allan Cuthbertson, attore australiano († 1988)
- 7 aprile - Sergio De Vitis, militare e partigiano italiano († 1944)
- 7 aprile - Livio Maccarino, calciatore italiano († 1995)
- 7 aprile - Gino Marinuzzi, musicista e compositore italiano († 1996)
- 7 aprile - Luigi Rigamonti, lottatore e chirurgo italiano († 1990)
- 7 aprile - Ravi Shankar, compositore indiano († 2012)
- 8 aprile - Antonio Bottoglia, religioso italiano († 2023)
- 8 aprile - Renato Braglia, allenatore di calcio e calciatore italiano († 1999)
- 8 aprile - Iván Fónagy, filologo e linguista ungherese († 2005)
- 8 aprile - Manuel Gutiérrez, calciatore messicano
- 8 aprile - Carmen McRae, cantante, compositrice e pianista statunitense († 1994)
- 8 aprile - Romano Penzo, calciatore e allenatore di calcio italiano († 1991)
- 8 aprile - Florian Radu, allenatore di calcio e calciatore rumeno († 1991)
- 8 aprile - Don Warnke, cestista e allenatore di pallacanestro statunitense († 1970)
- 9 aprile - Gianfranco Folena, linguista e filologo italiano († 1992)
- 9 aprile - Gianni Ravera, cantante, imprenditore e produttore discografico italiano († 1986)
- 9 aprile - Roberto Silva, cantante e compositore brasiliano († 2012)
- 9 aprile - Art Van Damme, fisarmonicista statunitense († 2010)
- 9 aprile - Giuseppe Vassallo, politico italiano († 2012)
- 10 aprile - Guido Favati, poeta e critico letterario italiano († 1973)
- 10 aprile - Fiorenzo Fiorentini, attore, sceneggiatore e compositore italiano († 2003)
- 10 aprile - Nilde Iotti, politica e partigiana italiana († 1999)
- 10 aprile - Antti Lovag, architetto e designer ungherese († 2014)
- 10 aprile - Renzo Modesti, poeta e critico d'arte italiano († 1993)
- 10 aprile - Erminio Pennacchini, politico, giurista e editore italiano († 1998)
- 11 aprile - Emilio Colombo, politico italiano († 2013)
- 11 aprile - Marlen Haushofer, scrittrice austriaca († 1970)
- 11 aprile - Torsten Johansson, tennista svedese († 2004)
- 11 aprile - Al Keller, pilota automobilistico statunitense († 1961)
- 11 aprile - Sigvard Kinnunen, sollevatore svedese († 1954)
- 11 aprile - Andrew Levane, cestista e allenatore di pallacanestro statunitense († 2012)
- 11 aprile - Zvonko Monsider, allenatore di calcio e calciatore jugoslavo († 1997)
- 11 aprile - Mimmo Poli, attore italiano († 1986)
- 11 aprile - Rosario Randazzo, militare italiano († 1941)
- 11 aprile - Karl Skifjeld, calciatore norvegese († 1996)
- 11 aprile - Augusto Talamona, politico italiano († 1980)
- 11 aprile - Tullio Tentori, antropologo italiano († 2003)
- 11 aprile - Jean Zaleski, artista maltese († 2010)
- 12 aprile - Pietro Bruno, militare italiano († 1942)
- 12 aprile - Alberto Ciambricco, sceneggiatore italiano († 2008)
- 12 aprile - Angelo Frigerio, conduttore radiofonico, insegnante e attore svizzero († 2015)
- 12 aprile - Frank Gates, cestista e allenatore di pallacanestro statunitense († 1978)
- 12 aprile - Gérard Herter, attore tedesco († 2007)
- 12 aprile - Johannes Jacobus Le Roux, aviatore sudafricano († 1944)
- 12 aprile - Armin Mohler, politico, scrittore e filosofo svizzero († 2003)
- 13 aprile - Pier Emilio Bassi, pianista, compositore e direttore d'orchestra italiano († 2009)
- 13 aprile - Roberto Calvi, banchiere italiano († 1982)
- 13 aprile - Claude Cheysson, diplomatico e politico francese († 2012)
- 13 aprile - Liam Cosgrave, politico irlandese († 2017)
- 13 aprile - Jack Lambert, attore statunitense († 2002)
- 13 aprile - Edmund McNamara, giocatore di football americano e poliziotto statunitense († 2000)
- 13 aprile - Karel Otčenášek, arcivescovo cattolico ceco († 2011)
- 13 aprile - André Padoux, indologo francese († 2017)
- 13 aprile - Theodore L. Thomas, scrittore di fantascienza statunitense († 2005)
- 14 aprile - Pietro Catelli, imprenditore italiano († 2006)
- 14 aprile - Lamberto Dalla Costa, bobbista italiano († 1982)
- 14 aprile - Schubert Gambetta, calciatore uruguaiano († 1991)
- 14 aprile - Giovanni Giavazzi, politico italiano († 2019)
- 14 aprile - Ivor Guest, saggista, avvocato e storico britannico († 2018)
- 14 aprile - Constanze Manziarly, cuoca tedesca
- 14 aprile - Sheldon Moldoff, fumettista e animatore statunitense († 2012)
- 14 aprile - Stan Stutz, cestista e allenatore di pallacanestro statunitense († 1975)
- 14 aprile - Mona Vangsaae, ballerina danese († 1983)
- 15 aprile - Emilio Caizzo, militare italiano († 1941)
- 15 aprile - Francisco Celaya, calciatore spagnolo († 1997)
- 15 aprile - Nicola Conte, militare e marinaio italiano († 1976)
- 15 aprile - Hans Krüsi, pittore svizzero († 1995)
- 15 aprile - Roger Rondeaux, ciclista su strada e ciclocrossista francese († 1999)
- 15 aprile - Thomas Szasz, psichiatra e attivista ungherese († 2012)
- 15 aprile - Luigi Valotti, aviatore italiano († 1941)
- 15 aprile - Richard von Weizsäcker, politico tedesco († 2015)
- 16 aprile - Giuseppe Castelli, calciatore italiano († 1984)
- 16 aprile - Rudolf Gyger, calciatore svizzero († 1996)
- 16 aprile - Bill Sidwell, tennista australiano († 2021)
- 17 aprile - Alfonso Borra, calciatore e allenatore di calcio italiano († 1998)
- 17 aprile - Patrick Bruun, storico e numismatico finlandese († 2007)
- 17 aprile - Edmonde Charles-Roux, scrittrice e giornalista francese († 2016)
- 17 aprile - Jacques D'Hondt, filosofo e partigiano francese († 2012)
- 17 aprile - Adriano Franceschini, storico e epigrafista italiano († 2005)
- 17 aprile - Lidia Pasqualini, personaggio televisivo italiano († 2012)
- 17 aprile - Luciano Tajoli, cantante e attore italiano († 1996)
- 18 aprile - Marc Bossy, cestista e allenatore di pallacanestro svizzero († 1987)
- 18 aprile - Enzo Coppini, ciclista su strada italiano († 2011)
- 18 aprile - Mario Gozzini, scrittore, politico e giornalista italiano († 1999)
- 18 aprile - Sadamu Komachi, aviatore e militare giapponese († 2012)
- 18 aprile - Richard Neely, scrittore statunitense († 1999)
- 18 aprile - Erik Pausin, pattinatore artistico su ghiaccio austriaco († 1997)
- 18 aprile - Angelo Piccioli, allenatore di calcio e calciatore italiano († 1991)
- 19 aprile - Renzo Barbera, imprenditore e dirigente sportivo italiano († 2002)
- 19 aprile - Nevio Giangolini, calciatore italiano
- 19 aprile - Rafail Jul'evič Gol'din, regista cinematografico sovietico († 1994)
- 19 aprile - Mario Mastria, doppiatore italiano († 2009)
- 19 aprile - Enric Rabassa, allenatore di calcio e calciatore spagnolo († 1980)
- 19 aprile - Julien Ries, storico delle religioni, cardinale e arcivescovo cattolico belga († 2013)
- 19 aprile - Nello Saito, germanista e drammaturgo italiano († 2006)
- 19 aprile - Carlo Scarascia-Mugnozza, politico italiano († 2004)
- 19 aprile - Mario Silvestrelli, calciatore italiano
- 19 aprile - Mario Squarcina, aviatore e militare italiano († 1998)
- 19 aprile - Ernesto Vercesi, politico italiano († 1991)
- 19 aprile - Marian Winters, attrice statunitense († 1978)
- 20 aprile - Albino Bocciai, cestista italiano († 1974)
- 20 aprile - Jean Keraudy, criminale francese († 2001)
- 20 aprile - John Paul Stevens, giurista statunitense († 2019)
- 20 aprile - Teseo Taddia, martellista italiano († 1982)
- 20 aprile - Gianrico Tedeschi, attore e doppiatore italiano († 2020)
- 21 aprile - Edmund Adamkiewicz, calciatore tedesco († 1991)
- 21 aprile - Christopher Dark, attore statunitense († 1971)
- 21 aprile - Anselmo Duarte, regista, sceneggiatore e attore brasiliano († 2009)
- 21 aprile - John Roderick Galvin, militare e aviatore statunitense († 1994)
- 21 aprile - Alfredo Grifone, partigiano italiano († 1944)
- 21 aprile - Ladislav Koubek, calciatore cecoslovacco († 1992)
- 21 aprile - Bruno Maderna, compositore e direttore d'orchestra italiano († 1973)
- 21 aprile - Hans Henning Ørberg, grammatico, latinista e insegnante danese († 2010)
- 21 aprile - Giuseppe Pezzuoli, chirurgo e cardiochirurgo italiano († 2010)
- 21 aprile - Nelo Risi, poeta e regista italiano († 2015)
- 21 aprile - Dante Troisi, scrittore e magistrato italiano († 1989)
- 22 aprile - Bai Yang, attrice cinese († 1996)
- 22 aprile - Luigi Longobardi, italiano († 1940)
- 22 aprile - Hal March, attore statunitense († 1970)
- 22 aprile - Gino Pallotti, fumettista, vignettista e illustratore italiano († 2000)
- 22 aprile - José de Aquino Pereira, vescovo cattolico portoghese († 2011)
- 23 aprile - Salvatore Bono, militare italiano († 1999)
- 23 aprile - Johannes Schöne, calciatore tedesco orientale († 1989)
- 23 aprile - Benvenuto Volpato, partigiano e antifascista italiano († 1945)
- 24 aprile - Roswitha Bitterlich, pittrice, grafica e poetessa austriaca († 2015)
- 24 aprile - Flora Capponi, illustratrice e costumista italiana († 1998)
- 24 aprile - Giorgio Fabor, compositore e direttore d'orchestra italiano († 2011)
- 24 aprile - Scevola Mariotti, latinista e filologo classico italiano († 2000)
- 24 aprile - Ugo Pirro, sceneggiatore e scrittore italiano († 2008)
- 24 aprile - Giorgio Salvini, fisico e politico italiano († 2015)
- 24 aprile - Gino Valenzano, pilota automobilistico, imprenditore e scrittore italiano († 2011)
- 25 aprile - Tino Casali, partigiano e politico italiano († 2015)
- 25 aprile - Laura Diaz, politica italiana († 2008)
- 25 aprile - Silvano Fedi, partigiano, anarchico e antifascista italiano († 1944)
- 25 aprile - Henry Gujer, cestista svizzero († 2017)
- 25 aprile - Florijan Matekalo, calciatore e allenatore di calcio jugoslavo († 1995)
- 25 aprile - Herminio Teves, politico filippino († 2019)
- 26 aprile - Stanisław Baran, calciatore polacco († 1993)
- 26 aprile - Guido Guerra, ingegnere italiano († 2011)
- 26 aprile - Russell Nype, attore statunitense († 2018)
- 26 aprile - Ossy Renardy, violinista statunitense († 1953)
- 26 aprile - Melford E. Spiro, antropologo e storico delle religioni statunitense († 2014)
- 26 aprile - Luciana Stegagno Picchio, filologa italiana († 2008)
- 26 aprile - Arnaldo Zucchini, politico italiano († 2003)
- 27 aprile - Peter Brugger, politico italiano († 1986)
- 27 aprile - Guido Cantelli, direttore d'orchestra italiano († 1956)
- 27 aprile - Bruno Cappellini, allenatore di calcio e calciatore italiano († 2007)
- 27 aprile - Jean Dragesco, biologo e astronomo romeno († 2020)
- 27 aprile - Enzo Pasqui, pittore italiano († 1998)
- 27 aprile - Ermanno Randi, attore italiano († 1951)
- 27 aprile - Francesco Rezza, poliziotto italiano († 1944)
- 28 aprile - Emilio Casalini, partigiano italiano († 1944)
- 29 aprile - Aleksandar Atanacković, calciatore jugoslavo († 2005)
- 29 aprile - Rafael González, schermidore argentino († 2007)
- 29 aprile - Grazia Gresi, cantante italiana († 2003)
- 29 aprile - Marcel Mariën, poeta, saggista e fotografo belga († 1993)
- 29 aprile - Tom Mason, attore e produttore cinematografico statunitense († 1980)
- 30 aprile - Luigi Barbano, calciatore italiano († 1986)
- 30 aprile - Duncan Hamilton, pilota automobilistico britannico († 1994)
- 30 aprile - Gerda Lerner, scrittrice, docente e storica statunitense († 2013)
- 30 aprile - Tom Moore, ufficiale e militare britannico († 2021)
- 30 aprile - Dagfinn Nilsen, calciatore norvegese († 1998)
- 30 aprile - Socrate Salmoiraghi, calciatore italiano († 2004)
- 30 aprile - Paddy Sloan, calciatore e allenatore di calcio irlandese († 1993)